# Héctor Enrique
Héctor Adolfo Enrique (født 26. april 1962 i Buenos Aires, Argentina) er en tidligere argentinsk fodboldspiller, der som midtbanespiller på Argentinas landshold var med til at vinde guld ved VM i 1986 i Mexico. Han deltog også ved Copa América 1989.
På klubplan var Enrique primært tilknyttet River Plate i hjemlandet, hvor han spillede i syv sæsoner. Han spillede desuden i to omgange hos Lanús, og havde også et ophold i japansk fodbold.